# Leo Bello
Leonardo Bello, mais conhecido como Leo Bello (Rio de Janeiro) é um jogador profissional de pôquer brasileiro. Foi um dos pioneiros do pôquer paulista ao criar o Circuito Paulista de Hold'em (CPH), ao lado do também jogador profissional Leandro "Brasa" Pimentel. Formado em medicina e atuante na área até 2009, Leo conheceu o pôquer online quando estudava na Alemanha e, ao voltar para o Brasil e mudar-se para Campinas, no interior de São Paulo, passou a formar um grupo de jogadores que depois seriam responsáveis pelo início do pôquer paulista, como Leandro Brasa, Igor Federal e Devanir Campos, o DC.
Foi campeão paulista no CPH de 2006 e ficou mais conhecido como uma personalidade do poker, principalmente pelos seus livros e aparições na mídia. Além de comentar programas de pôquer na televisão, como algumas temporadas do Tower Torneos, ele escreveu artigos para as revistas CardPlayer Brasil e Flop. Já foi tema de muitas matérias em jornais e revistas, programas de rádio e de televisão - o principal deles foi quando participou do Programa do Jô, na Rede Globo, quando pôde falar sobre o crescimento do pôquer no Brasil ao apresentador Jô Soares.
Entre suas contribuições pessoais estão a criação da Nutzz, empresa que organiza o Circuito Paulista e o Brazilian Series of Poker (BSOP), e o lançamento dos dois livros sobre pôquer em português: Aprendendo a Jogar Poker, de 2007, e Dominando a Arte do Poker, de 2009.
Em julho de 2021, Leo Bello foi acusado pelo jogador Dalton Habbold de ter se apropriado de 56.000 dólares por ele investidos em um esquema que seria descrito como "o maior esquema Ponzi da história do pôquer brasileiro”.